# Урожай (білоруське спортивне товариство)
Спортивне товариство «Урожай» (біл. Спартыўнае таварыства «Ураджай») — республіканське сільське добровільне спортивне товариство Білорусі, створене 1956 року.
1956 року ДСТ «Урожай» об'єднало республіканське сільське товариство «Колгоспник» (біл. Калгаснік) та республіканське профспілкове товариство «Урожай».
Станом на 1960 рік у складі товариства «Урожай» було 3658 колективів фізичної культури, що об'єднували майже 388 тисяч осіб. За 1959 рік товариство підготувало 6 майстрів спорту.
Станом на 1972 рік «Урожай» об'єднував 644,2 тисячі фізкультурників (з усіх 2028,4 тис. фізкультурників Білоруської РСР).

## Відомі представники
Призери чемпіонатів світу чи Олімпійських ігор:
- Леонід Тараненко (важка атлетика)
- Віктор Угрюмов (кінний спорт)